# Agbanou
Agbanou è un arrondissement del Benin situato nella città di Allada (dipartimento dell'Atlantico) con 11.389 abitanti (dato 2006).